# فهرست شهرستان‌های استان بوشهر
جمعیت شهرستانهای استان بوشهر بر پایه سرشماری سال‌های ۱۳۸۵ و ۱۳۹۰ و ۱۳۹۵ خورشیدی (به ترتیب جمعیت سال ۱۳۹۵):
| ردیف | شهرستان | مرکز       | سال تأسیس | جمعیت سال ۱۳۸۵ | جمعیت سال ۱۳۹۰ | جمعیت سال ۱۳۹۵ |
| ---- | ------- | ---------- | --------- | -------------- | -------------- | -------------- |
| ۱    | بوشهر   | بوشهر      | ۱۳۱۶      | ۱۱۲.۷۷۴        | ۲۵۸٬۹۰۶        | ۲۹۸٬۵۹۴        |
| ۲    | دشتستان | برازجان    | ۱۳۳۳      | ۲۲۲.۲۲۶        | ۲۲۹٬۴۲۵        | ۲۵۲٬۰۴۷        |
| ۳    | کنگان   | بندر کنگان | ۱۳۵۸      | ۹۵.۱۱۳         | ۱۷۰٬۷۷۴        | ۱۰۷٬۸۰۱        |
| ۴    | گناوه   | بندر گناوه |           | ۸۲.۹۳۷         | ۹۰٬۴۹۳         | ۱۰۲٬۴۸۴        |
| ۵    | دشتی    | خورموج     | ۱۳۵۸      | ۷۱.۲۸۵         | ۷۷٬۵۳۰         | ۸۶٬۳۱۹         |
| ۶    | تنگستان | اهرم       | ۱۳۵۸      | ۶۳.۲۷۶         | ۷۰٬۲۸۲         | ۷۶٬۷۰۶         |
| ۷    | عسلویه  | عسلویه     | ۱۳۹۱      | –              | –              | ۷۳٬۹۵۸         |
| ۸    | جم      | جم         | ۱۳۸۲      | ۳۷.۹۹۹         | ۵۱٬۴۴۶         | ۷۰٬۰۵۱         |
| ۹    | دیر     | بندر دیر   | ۱۳۵۹      | ۴۸.۴۸۸         | ۵۲٬۵۲۳         | ۶۰٬۶۱۲         |
| ۱۰   | دیلم    | بندر دیلم  | ۱۳۷۴      | ۲۹.۰۷۹         | ۳۱٬۵۷۰         | ۳۴٬۸۲۸         |